# Redouan al-Issar
Mohammed Bassem al-Issar alias Redouan al-Issar alias Abu Khaled (Hama, 1961) is een man van Syrische afkomst. Van beroep geoloog. Volgens de AIVD was hij de religieuze leraar van de Hofstadgroep.
In 1995 kwam hij naar Duitsland als asielzoeker, hij zei gedurende veertien jaar in Syrië in de gevangenis te hebben gezeten waar hij zou zijn gemarteld. In oktober 2003 werd Issar in Schiedam gearresteerd als illegale vreemdeling en teruggestuurd naar Duitsland.
Niet alleen in het huis van Mohammed Bouyeri gaf Abu Khaled les, maar ook in huizen in Schiedam en Den Haag.
Zijn ideologie is afkomstig van de organisatie Takfir wal Hijra. Dit is een islamistische organisatie met terroristisch oogmerk, die in verschillende landen in Europa en het Midden-Oosten actief is. De naam betekent zoiets als 'Excommunicatie en Emigratie'. De organisatie is sinds 12 december 2002 verboden in de Europese Unie. Centraal in zijn leeropvatting staat een nauwe uitleg van het begrip tawhied of de eenheid van God.
Op 2 november 2004, de dag van de moord op Theo van Gogh, vluchtte al-Issar met hulp van Rachid Belkacem naar België en van daaruit via Griekenland en Turkije naar zijn vaderland Syrië. Hij keerde terug naar zijn geboorteplaats Hama. Op 29 april 2005 werd al-Issar gearresteerd en gevangengezet in de Fereh Palestine-gevangenis voor politieke gevangenen in Damascus. Contact met de buitenwereld heeft hij niet. Hij was het brein achter plannen voor een terreur-aanslag op de vliegbasis Ramstein in Duitsland, waarvan de beoogde plegers in 2007 werden opgepakt.